# Castelo de Alter do Chão

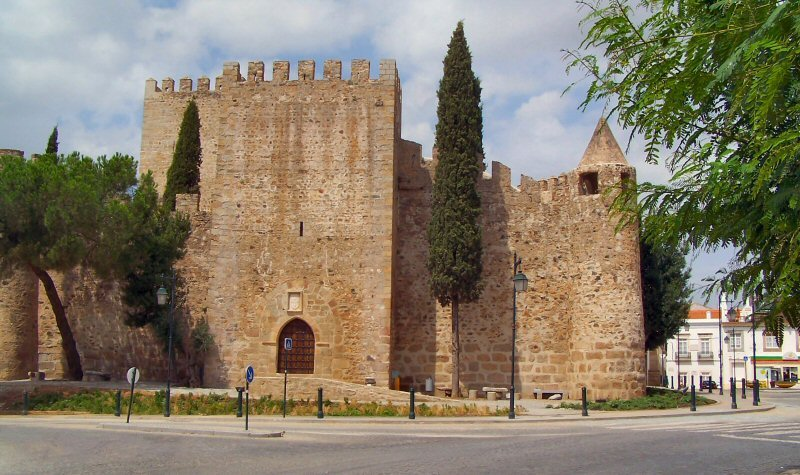

O Castelo de Alter do Chão, no Alentejo, localiza-se na freguesia de Alter do Chão, na vila e município do mesmo nome, distrito de Portalegre, em Portugal.
No centro histórico da vila, este castelo é representativo da arquitetura medieval trecentista, quando cooperava com o vizinho Castelo de Alter Pedroso na defesa desta região.
O Castelo de Alter do Chão está classificado como Monumento Nacional desde 1910.

## História

### Antecedentes
A ocupação humana de seu sítio remonta à época pré-romana. Quando da Invasão romana da Península Ibérica o povoado desenvolveu-se, atravessado por uma das três estradas que ligavam Olissipo (Lisboa) a Emérita Augusta (Mérida), passando a denominar-se Abeltério. Posteriormente foi arrasado pelas legiões do imperador Adriano (r. 117–138), evento que poderá ter determinado a construção de uma fortificação romana. Posteriormente conquistada pelos Vândalos que lhe danificaram as defesas, as mesmas foram reconstruídas à época da ocupação Muçulmana, possivelmente sob o governo de Abderramão III (r. 912–961), conforme testemunham cinco fiadas de silhares cujo aparelho é característico do período califal.

### O castelo medieval

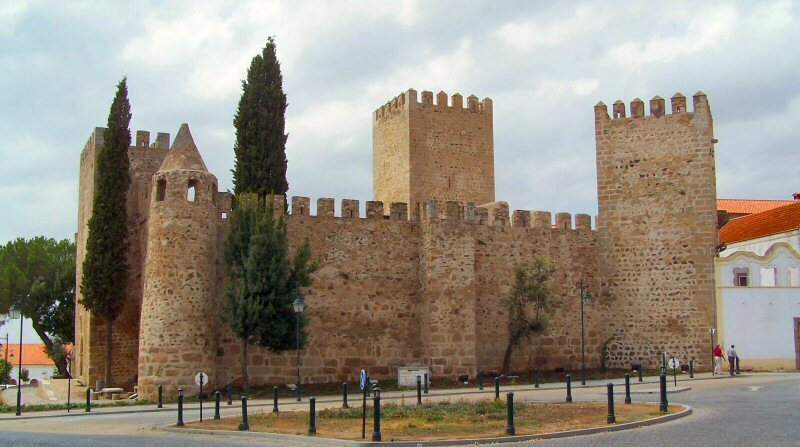
Castelo de Alter do Chão, Portugal.

No contexto da Reconquista cristã da Península Ibérica, esta região foi ocupada pelas forças de Portugal desde a segunda década do século XIII: Afonso II (r. 1211–1223) ordena o seu repovoamento em 1216. Sob o reinado de Sancho II (r. 1223–1248), o castelo já é mencionado, na Carta de Povoamento dada a Alter do Chão pelo bispo da Guarda, Mestre Vicente Hispano (1232). Ainda visando incrementar o seu povoamento, o rei Afonso III (r. 1248–1279) outorgou foral à povoação (1249), determinando reedificar o seu castelo.
Dinis (r. 1279–1325), visitou esta povoação em diversas ocasiões, outorgando-lhe novo Foral (26 de agosto de 1292), reformado no ano seguinte, concedendo-lhe entre os privilégios, em particular, o de que nunca teria outro senhor senão o próprio soberano. Não existe informação, entretanto, de que tenha se ocupado da fortificação da vila.
A atual conformação do castelo remonta ao reinado de Pedro I (r. 1357–1367), que determinou a sua reconstrução em 22 de setembro de 1357, de acordo com a placa epigráfica de mármore sobre o portão principal. O soberano reformou o Foral da vila em 1359. Fernando I (r. 1367–1383) fez doação dos domínios da vila a Nuno Álvares Pereira, que por sua vez os doou a Gonçalo Eanes de Abreu.
Sob o reinado de João I (r. 1385–1433), este monarca confirmou os domínios da vila e seu castelo ao Condestável Nuno Álvares Pereira (1428). Este legou-o, por morte, à sua filha, que o transferiu, por casamento com o duque de Bragança, aos domínios desta Casa. Neste momento de sucessão, registrou-se uma campanha de obras no castelo (1432).
À época do reinado de João II (r. 1481–1495), o então duque de Bragança, Fernando II, utilizou este castelo como prisão, argumento que viria a ser usado contra si quando das acusações por rebeldia e conspiração contra o soberano e que o condenaram à morte (1483). Manuel I (r. 1495–1521) outorgou o Foral Novo à vila (1 de junho de 1512), datando deste período a construção da porta adintelada da alcaidaria.

### Da Guerra da Restauração aos nossos dias
À época da Guerra da Restauração, foi erguida uma barbeta na muralha Nordeste, sobre a qual se reconstruíram as ameias. Neste período encontra-se documentada a existência de uma cerca urbana. A vila e seu castelo foram conquistados e ocupados por tropas espanholas sob o comando de João de Áustria (1662). O castelo foi adquirido, em algum momento entre 1830 e 1840, por José Barreto Castelino Cota Falcão, que o vendeu, em 1892, a José Barahona Caldeira de Castel-Branco Cordovil.
No século XX, foi classificado como Monumento Nacional por Decreto publicado em 23 de junho de 1910. Durante as comemorações do III Centenário da Restauração de Portugal, foi objeto de homenagem, conforme registrado em inscrição epigráfica (1940). Pouco depois, mudaria novamente de proprietário, adquirido pela Casa Agrícola de Francisco Manuel Pina & Irmãs (1942), para ser finalmente adquirido pela Fundação da Casa de Bragança, que o conserva até aos nossos dias.
Após intervenções de consolidação e restauro iniciadas na década de 1950, a cargo da Direcção-Geral dos Edifícios e Monumentos Nacionais (DGEMN), com recursos da Fundação Casa de Bragança, o castelo encontra-se hoje em bom estado de conservação, emoldurado por uma estreita faixa ajardinada.

## Características
O castelo, erguido na cota de 270 metros acima do nível do mar, apresenta planta quadrangular, em estilo gótico inicial. Os panos de muralha, em aparelho de xisto e granito, são reforçados por seis torres: duas de planta quadrangular, dois cubelos cilíndricos nos vértices, um torreão de planta quadrangular a meio do pano Nordeste e um de planta quadrada sobre o portão, a meio do pano Sudoeste. O cubelo no vértice Leste é coroado por um coruchéu cônico. Um adarve percorre o alto das muralhas, protegido por ameias, apoiando-se, no troço Leste, em cachorros. Os merlões quadrangulares de seteiras alternadas que coroam algumas dessas torres foram refeitos durante as intervenções promovidas na década de 1940.
O portão do castelo, em arco ogival, é encimado por uma pedra de armas com uma inscrição epigráfica, que reza:
ERAMILÉSSIMA: CCC E NOVENTA V ANOS XXII DIAS DE SETEMBRO O MUI NOBRE REI DOM PEDRO MANDOU FAZER ESTE SEU CASTELO D'ALTER DO CHÃO
O ano na inscrição corresponde a 1357 do Calendário Gregoriano. Por esse portão se acede à praça de armas na qual se abrem o poço e a cisterna. Em posição recuada na praça de armas, ergue-se a Torre de Menagem, com planta no formato quadrangular, elevando-se a 44 metros de altura, com o parapeito coroado por ameias tronco-piramidais. Internamente, divide-se em dois pavimentos, com tetos em abóbada de berço reforçados por arcos quebrados de cantaria, iluminados por janelas gradeadas. Todas as portas desta torre apresentam vergas em arco quebrado.
Contígua à Torre de Menagem, encontra-se a fachada da antiga alcaidaria e de outras dependências, com os seus muros rasgados por diversas portas, janelas e uma escadaria de acesso, que demonstram ter tido este castelo a função residencial. Sobre a porta da alcaidaria, com ombreiras de cantaria de granito, encontra-se outra inscrição epigráfica, que reza:
ESTA OBRA MANDOU FAZER FERNÃO RODRIGUES VEEDOR DE DOM FERNANDO NETO DEL REI E CONDE D' ARRAIOLOS ERA DO MUNDO DE MIL jjjjc e X ANOS.
O ano na inscrição corresponde a 1372 do Calendário Gregoriano.